# Julgamento (filme)
Julgamento é um filme português de 2007, realizado por Leonel Vieira. De entre os seus atores destacam-se: Júlio César, Alexandra Lencastre, Carlos Santos e, Henrique Viana. Estreou nos cinemas a 4 de Outubro de 2007.

## Sinopse
Quatro amigos, Jaime (Júlio César), Miguel (José Eduardo), Henrique (Henrique Viana) e, Marcelino (Joaquim Nicolau, em flashbacks) conhecem-se na juventude, em pleno Estado Novo. Os laços vão-se fortalecendo até se tornarem mais unidos do que irmãos.
Quando, em 1970, os quatro amigos são presos pela PIDE, pelas ideias liberais e revolucionárias que apresentam, Marcelino morre vítima dos métodos usados por essa polícia, algo que perturba bastante os restantes.
37 anos depois, uma casualidade faz com que Jaime e Miguel reencontrem o chefe da PIDE da época das suas prisões, José Mendes Oliveira (Carlos Santos), entretanto com nova identidade e vida refeita. Assim que se apercebem de quem têm diante, preparam uma cilada para raptarem o ex-PIDE e, mantê-lo em cativeiro numa casa isolada e, assim, à força, fazerem com que ele revele como o amigo comum Marcelino morreu. Mas a tortura exercia pelos dois revoltosos acabará por ser maior do que a exercida neles pela PIDE e, amigos comuns que nada tinham a ver, involuntariamente se vão envolvendo no esquema.
1. ↑  «Filme Julgamento homenageia Viana». www.cmjornal.pt. Consultado em 16 de janeiro de 2022. Cópia arquivada em 16 de janeiro de 2022